# Pinela
Pinela is een plaats (freguesia) in de Portugese gemeente Bragança en telt 244 inwoners (2001).